# Friedrich Baethgen (Theologe)
Friedrich Wilhelm Adolph Baethgen (* 10. Januar 1849 in Lachem; † 5. September 1905 in Rohrbach (Heidelberg)) war ein deutscher evangelischer Theologe (Alttestamentler) und Altorientalist.

## Leben
Der Sohn des Christoph Friedrich Julius Wilhelm Baethgen († 1862 in Altona), Pastor in Lachem, und dessen Frau Sophie Marie, geb. Messerschmidt, wurde zunächst von seinem Vater unterrichtet und besuchte dann bis 1870 das Gymnasium Altona. Im selben Jahr begann er zu Ostern ein Studium der Theologie und Altorientalistik an der Universität Göttingen, das er bald darauf wegen seiner Teilnahme am Deutsch-Französischen Krieg unterbrach. Nach seiner Rückkehr aus Frankreich setzte er sein Studium in Göttingen und Kiel fort, wo er 1873 sein erstes theologisches Examen bestand. Anschließend ging er für etwa drei Jahre als Hauslehrer nach Kurland. Im Herbst 1876 absolvierte er sein theologisches Amtsexamen in Kiel. Am 1. Januar 1877 wurde er in das königliche Domkandidatenstift in Berlin aufgenommen und übernahm am 1. August 1877 das Seniorat des Berliner Melanchthonhauses. Im Herbst 1877 erhielt er in Kiel den Grad eines Licentiaten der Theologie.
Nach der Habilitation 1878 in Kiel wurde er dort Privatdozent für Altes Testament. Am 24. Dezember 1878 wurde er an der Universität Leipzig zum Dr. phil. promoviert. 1881 wurde er in Kiel ordiniert und war bis Juli 1884 Adjunktus Ministerii. Im April 1884 wurde er zum außerordentlichen Professor an der theologischen Fakultät der Universität Kiel berufen.
1888 erhielt er eine außerordentliche Professur an der Universität Halle, 1889 wurde er ordentlicher Professor an der Universität Greifswald. Dort gehörte er als Konsistorialrat dem Konsistorium der Provinz Pommern an. 1895 wurde er als ordentlicher Professor an die Friedrich-Wilhelms-Universität Berlin berufen.
Baethgen war Mitglied der Deutschen Morgenländischen Gesellschaft.
Aus der Ehe mit Molly Schmidt ging der Sohn Friedrich hervor, der später Historiker (Friedrich Baethgen (1890–1972)) wurde.

## Schriften (Auswahl)
- Sindban oder die sieben Weisen Meister. Syrisch und Deutsch. Leipzig 1878.
- Beiträge zur semitischen Religionsgeschichte. Der Gott Israels und die Götter der Heiden. Berlin 1888.
- Hiob. Deutsch mit kurzen Anmerkungen für Ungelehrte. Göttingen 1898.
- Die Psalmen. Göttingen 1904.